# نازک‌مرغ
نازک‌مرغ یا آپالیس (نام علمی: Apalis) نام یک سرده از تیره سبدنشینان است.

## فهرست گونه‌ها
این سرده ۲۴ گونه دارد:
- نازک‌مرغ گلونواری، Apalis thoracica
- نازک‌مرغ گلوزرد، Apalis flavigularis
- نازک‌مرغ تایتا، Apalis fuscigularis
- نازک‌مرغ نامولی، Apalis lynesi
- نازک‌مرغ راد، Apalis ruddi
- نازک‌مرغ سینه‌زرد، Apalis flavida
- نازک‌مرغ نقاب‌دار جلگه، Apalis binotata
- نازک‌مرغ نقاب‌دار کوهی، Apalis personata
- نازک‌مرغ سیاه‌گلو، Apalis jacksoni
- نازک‌مرغ بال‌سفید، Apalis chariessa
- نازک‌مرغ کلاه‌سیاه، Apalis nigriceps
- نازک‌مرغ سرسیاه، Apalis melanocephala
- نازک‌مرغ چیریندا، Apalis chirindensis
- نازک‌مرغ گلوبلوطی، Apalis porphyrolaema
- نازک‌مرغ کابوبو، Apalis kaboboensis
- نازک‌مرغ چپین، Apalis chapini
- نازک‌مرغ شارپی، Apalis sharpii
- نازک‌مرغ گلونخودی، Apalis rufogularis
- نازک‌مرغ کانگوه، Apalis argentea
- نازک‌مرغ کاراموجا، Apalis karamojae[۲]
- نازک‌مرغ بامندا، Apalis bamendae
- نازک‌مرغ گاسلینگ، Apalis goslingi
- نازک‌مرغ خاکستری، Apalis cinerea
- نازک‌مرغ سرقهوه‌ای، Apalis alticola

پیش از این در سرده نازک‌مرغ‌ها اما اکنون منتقل‌شده به سرده نازک‌مرغ‌های کوهی (Oreolais):
- نازک‌مرغ سیاه‌طوقی،  Oreolais pulchra
- نازک‌مرغ رونزوری، Oreolais ruwenzorii[۴]